# Leingarten
Leingarten (pronunciación en alemán: /ˈlaɪ̯nˌɡaʁtn̩/ⓘ) es una municipalidad del distrito de Heilbronn, Baden-Württemberg, Alemania. Está situada a siete kilómetros al oeste de Heilbronn. Se fundó el 1 de enero de 1970, cuando se fusionaron las municipalidades de Großgartach y Schluchtern.

## Geografía

### Ubicación
Leingarten está situado en el oeste del distrito de Heilbronn en el Lein, un afluente del río Neckar, en la base del Heuchelberg.

### Comunidades vecinas
Las ciudades y municipalidades vecinas son (en el sentido de las agujas del reloj, comenzando por el este): Heilbronn, Nordheim y Schwaigern.

### Estructura
Leingarten consiste de las antiguas municipalidades de Großgartach y Schluchtern, las cuales han crecido en forma proporcional desde su fusión. 

### Escudo y bandera
El escudo está dividido en dos: en uno de los lados hay una espada plateada sobre fondo rojo, y en el otro un objeto rojo sobre fondo blanco. 
La bandera de Leingarten es roja y blanca.

### Municipalidades hermanadas
Las municipalidades hermanadas de Leingarten son Lésigny en Francia (desde mayo de 1975) y Asola en Italia (desde el 30 de octubre de 2004). Lésigny y Asola también son ciudades hermanadas entre ellas, debido a que su unión con Leingarten creó un enlace trilateral. 

### Edificios
Visible desde la mayor parte de Leingarten, el Heuchelberger Warte (Reloj de Heuchelberg) fue construido en 1483 por el duque Eberhard I. de Württemberg. Actualmente es un sitio de interés turístico y un hotel.